# Bukit Bintang

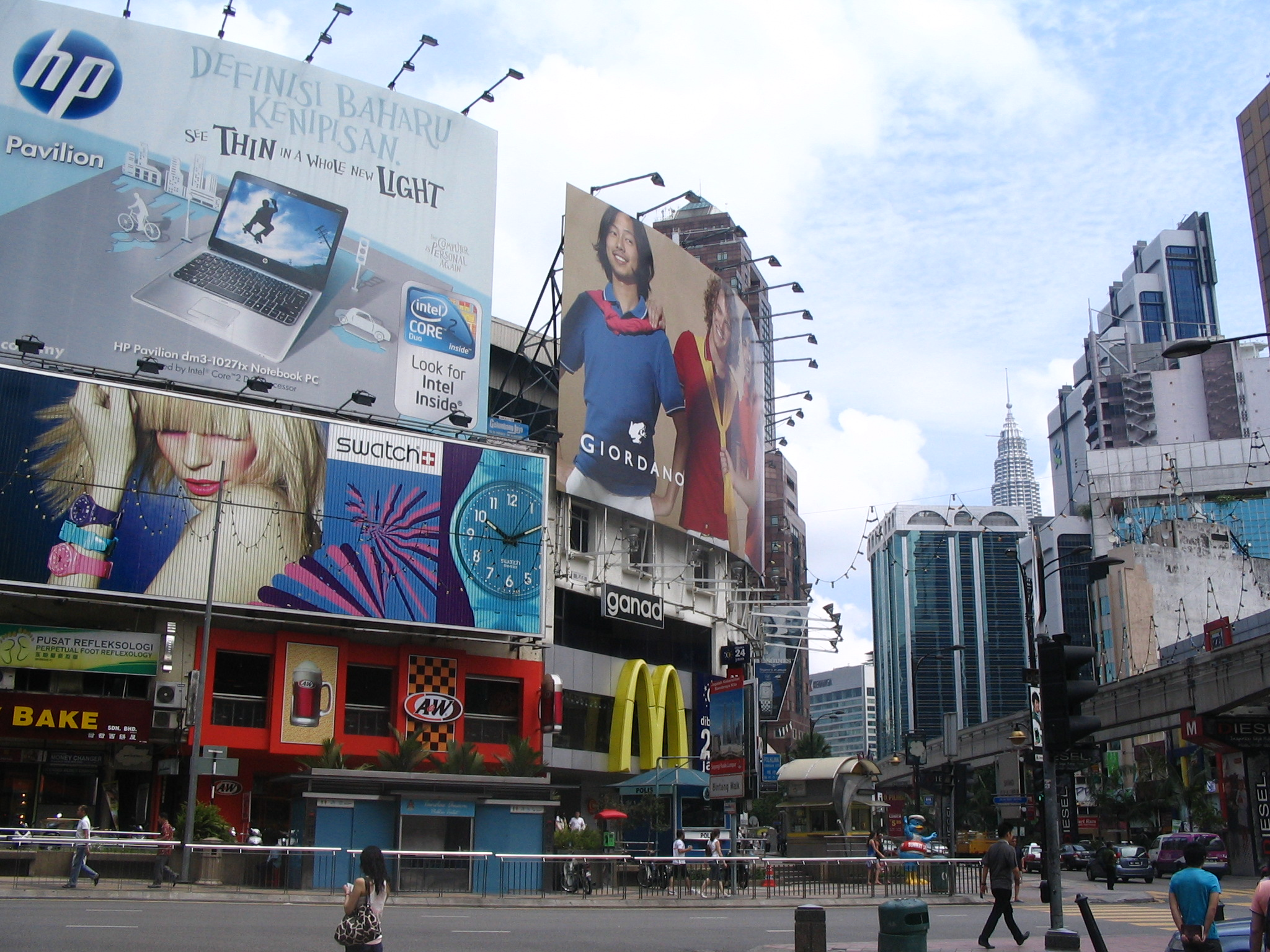
Bukit Bintang : Carrefour entre Jalan Sultan Ismail et Jalan Bukit Bintang.

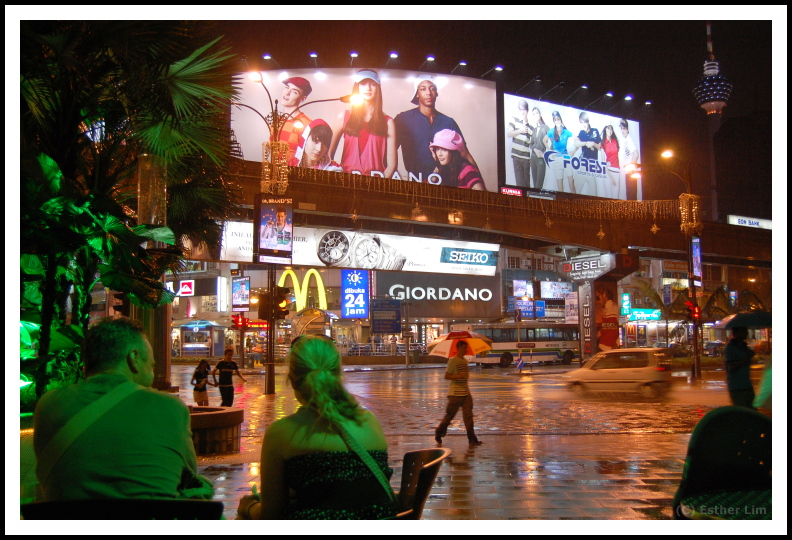
Bukit Bintang la nuit.

Bukit Bintang (ou Colline des étoiles en malais) est un quartier commercial et de loisirs de Kuala Lumpur. Ce quartier abrite de nombreux cafés, pubs, hôtels, restaurants et centres commerciaux. Il est bien connu des touristes et de la jeunesse locale.

## Situation
Bukit Bintang est situé entre trois artères principale : Jalan Bukit Bintang, Jalan Pugu et Jalan Sultan Ismail. De nombreux restaurants, parfois à même la rue, offrent de la nourriture à un prix démocratique dans une atmosphère décontractée. La plupart des restaurants sont asiatiques tels que Chinois, Indien, Malais, Thaï et Indonésiens.
De nombreuses marques possèdent des magasins dans les divers centres commerciaux, tels que Nike, Esprit, Timberland, etc.
Ce quartier est bien connu pour sa vie nocturne, ainsi que pour les rassemblements lors du nouvel an et des fêtes de l'indépendance de la Malaisie.
Le quartier est desservi par le KL monorail, le métro urbain de Kuala Lumpur, station Bukit Bintang.

## Centres commerciaux
Bukit Bintang est le quartier des principaux centres commerciaux de Kuala Lumpur : 
- BB Plaza
- Sungei Wang
- Lot 10
- Low Yat
- Pavilion
- Berjaya Times Square